# Gante-Wevelgem 1983
La Gante-Wevelgem 1983 fue la 45ª edición de la carrera ciclista Gante-Wevelgem y se disputó el 4 de abril de 1984 sobre una distancia de 255 km.  
El vencedor fue el holandés Léo Van Vliet (TI-Raleigh-Campagnolo) se impuso en la prueba. Los belgas Jan Raas y Frank Hoste fueron segundo y tercero respectivamente.

## Clasificación final
| Posición | Ciclista           | Equipo                | Tiempo  |
| -------- | ------------------ | --------------------- | ------- |
| 1        | Léo Van Vliet      | TI-Raleigh-Campagnolo | 6h29'8" |
| 2        | Jan Raas           | TI-Raleigh-Campagnolo | a 20".  |
| 3        | Frank Hoste        | Europ Decor-Dries     | s.t.    |
| 4        | Adrie van der Poel | Jacky Aernoudt-Rossin | s.t.    |
| 5        | Etienne De Wilde   | La Redoute-Motobecane | s.t.    |
| 6        | Gregor Braun       | Vivi-Benotto-Puma     | s.t.    |
| 7        | Pierino Gavazzi    | Atala-Campagnolo      | s.t.    |
| 8        | Stefan Mutter      | Eorotex-Magniflex     | s.t.    |
| 9        | Ludo Peeters       | TI-Raleigh-Campagnolo | s.t.    |
| 10       | Valerio Piva       | Bianchi-Piaggio       | s.t.    |